# حارة وادي أحمد (صنعاء)

تعديل مصدري - تعديل

وادي أحمد هي إحدى حارات حي سدس احداق بمدينة الروضة شمال العاصمة اليمنية "صنعاء"، بلغ تعداد سكانها 2635 نسمة حسب تعداد اليمن لعام 2004.